# Harroweria gloriosa
Harroweria gloriosa är en insektsart som beskrevs av Morgan Hebard 1927. Harroweria gloriosa ingår i släktet Harroweria och familjen vårtbitare. Inga underarter finns listade i Catalogue of Life.